# レネー・アードラー
レネー・アードラー（René Adler, 1985年1月15日 - ）は、東ドイツ（現ドイツ）・ライプツィヒ出身の元サッカー選手。現役時代のポジションはゴールキーパー。レネ・アドラーとの表記も見受けられる。

## 経歴

### バイヤー・レバークーゼン
2007年2月25日のシャルケ04戦でデビューした。それから間もなくハンス＝イェルク・ブットからポジションを奪い、ポルトガルのSLベンフィカ移籍へと追いやった。2007-08シーズンは33試合、2008-09シーズンは31試合に出場。正GKの座を不動のものとした。しかし2010年4月に肋骨を骨折し、翌2011-12シーズンは開幕前に膝の負傷で離脱すると、代役で獲得したベルント・レノにポジションを奪われ、1試合も出場出来ないままシーズンを終了した。

### ハンブルガーSV
2012年7月1日にハンブルガーSVにフリーで移籍。契約は5年間。このシーズンは前年の長期離脱の影響を感じさせないパフォーマンスで評価を取り戻す。翌シーズンも守護神として負傷欠場を除きほとんどの試合に出場し、安定しない守備陣の中で孤軍奮闘の活躍を見せると、2010年以来遠ざかっていた代表にも再招集された。2017年5月22日、契約満了のため退団することを自身のフェイスブックで発表した。

### 1.FSVマインツ05
2017年6月22日、1.FSVマインツ05へフリーで移籍。契約期間は2019年6月までの2年間。2019年5月1日、2018-19シーズン限りで現役引退することを発表した。

### 代表
2008年、代表キャップ0ながらUEFA欧州選手権にベテランのイェンス・レーマン、ロベルト・エンケとともにメンバー入りし、準優勝した。代表デビューは10月11日のロシア戦（ホーム）で、エンケが練習中に手首を骨折したために起用された。アドラーはこのチャンスを生かし、マン・オブ・ザ・マッチに選ばれる活躍を見せた。エンケ復帰後はレギュラーから外されていたが、2009年9月9日のアゼルバイジャン戦から再びスタメンで起用されるようになり、10月10日のロシア戦（アウェー）ではビッグセーブを連発。正GKとしての信頼を高めた。11月10日にエンケが自殺で死去し、南アフリカW杯でも正GKとして出場することが期待されたが、2010年4月20日にトレーニング中に肋骨を骨折し、出場を辞退した（本大会ではマヌエル・ノイアーが正GKとなった）。
それ以降は負傷の影響で招集から遠ざかっていたが、UEFA EURO 2012以降に再び招集されるようになった。しかし、南アフリカW杯以降大きく評価を高めたノイアーの存在があり、出場機会はあまり得られていない。

## タイトル
- バイエル・レバークーゼン
  - リーグ最優秀GK賞 2008